# 多田侑史

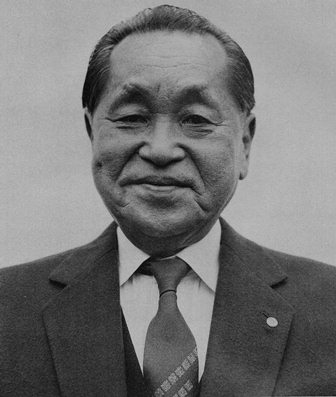
平成2年麹町裏千家東京道場にて 多田侑史75歳当時

多田 侑史（ただ ゆうし/ゆうじ、本名：多田嘉三郎（嘉七とも）、1915年 - 2013年2月25日）は、茶人、有職故実研究者。関東における裏千家茶道布教に尽力。裏千家東京出張所初代所長。薪能再興の中心人物。

## 出自
生家は神戸本山（現在の岡本）大阪の繊維問屋「多田利」を営む。谷崎潤一郎をして神童と言わしめた天才。谷崎潤一郎が阪神間本山に住んだ時の家主の息子。
戦後の混乱期、私財を投じて武智鉄二らと雑誌『観照』を刊行（1946年 - 1952年）、谷崎を始めとする多くの文化人を支援する。のち本業の繊維問屋が左前になると嘉七の名を廃して上京、産経新聞社に入り、のち裏千家15代家元千宗室の執事役を務める。京大教授の多田道太郎は甥（森彰英）。
特に親しい交友関係に三島由紀夫、市川右太衛門、観世栄夫、桜馬道男、坂東三津五郎、池田彌三郎、松田修、小西甚一、森川昭、林屋晴三、三隅治雄などがいる。
頻繁に勉強会を開催し熊倉功夫、筒井紘一等の多くの茶道研究家を育てる。

## 著書
- 『数寄―茶の湯の周辺』角川選書、1985年。ISBN 978-4047031630。